# Tzaneen
Tzaneen ist eine Stadt in der südafrikanischen Provinz Limpopo. Sie ist Verwaltungssitz der Gemeinde Greater Tzaneen im Distrikt Mopani. Der Name stammt vermutlich von dem Nord-Sotho-Wort tsaneng (deutsch: Versammlungsplatz) oder von tzana (deutsch: Korb) für die Lage der Stadt inmitten von Hügeln.

## Geographie
2011 hatte Tzaneen 14.571 Einwohner. Die Stadt liegt am Ufer des Flusses Letaba. Ihre Umgebung ist dicht besiedelt. 2011 lebten in der Gemeinde Greater Tzaneen 390.095 Menschen. Das Klima ist subtropisch mit warmen, regenreichen Sommern und milden Wintern. Die Durchschnittstemperaturen betragen im Sommer 28 °C und im Winter 15 °C. Tzaneen liegt auf eine Höhe von 724 Metern über dem Meeresspiegel.

## Geschichte
In der Gegend um Tzaneen lebten bereits seit langem verschiedene Sotho-Stämme. Bereits vor 1890 gründeten Buren dort sogenannte Okkupationsfarmen, die jedoch insbesondere wegen der Abgeschiedenheit und der Malaria auslösenden Anopheles-Mücken zum Teil wieder verlassen wurden. 1892 errichtete der westfälische Landwirt Heinrich Schulte-Altenroxel in Neu-Agatha, südlich des heutigen Tzaneen, in erhöhter Lage ein Hotel mit Poststation, Ladengeschäft und Farm, dem weiterer Landausbau folgte.
1903 wurde die Region von Tzaneen von der Verwaltung von Transvaal ausgewählt, die Landwirtschaft dort zu entwickeln. 1912 erfolgte der Bahnanschluss, der eine Stadtentwicklung nach sich zog.  
Bis 1994 lagen um Tzaneen mehrere Gebiete der Homelands Gazankulu und Lebowa, die bis heute dicht besiedelt sind. 2005 scheiterte ein Versuch, die Stadt nach dem ANC-Aktivisten Mark Shope zu benennen, am Widerstand zahlreicher Kommunalpolitiker.

## Wirtschaft und Verkehr
Tzaneen liegt in einer fruchtbaren Region, die den Anbau tropischer und subtropischer Früchte wie Mangos, Bananen, Orangen und Avocados erlaubt. Rund um Tzaneen gibt es Kiefern- und Eukalyptusplantagen sowie Gelb-, Stink- und Eisenholzbäume (Olea capensis, Vepris undulata). Es existieren zahlreiche Sägewerke.
Zu den Sehenswürdigkeiten rund um Tzaneen gehören der Stausee Tzaneen Dam (früher: Fanie Botha Dam), der Passhöhe Magoebaskloof, der Modjadji-Zykadeenwald und ein Teeanbaugebiet. In der Nähe befinden sich mehrere Tierschutzgebiete. Außerhalb der Stadt befindet sich ein Schutzgebiet für die Affenart Südliche Grünmeerkatze.
Tzaneen liegt an der Bahnstrecke von Komatipoort nach Musina an der Grenze zu Simbabwe und an der Kreuzung der Fernstraßen R36 und R71. Südlich von Tzaneen befindet sich der Flughafen Tzaneen Airport (IATA-Code FATZ).

## Söhne und Töchter der Stadt
- Mosibudi Mangena (* 1947), südafrikanischer Politiker